# Ponciano Arbelaiz
Ponciano Arbelaiz Oiarbide nacido el 13 de noviembre de 1931, en Oiartzun (Guipúzcoa, España). Fue un ciclista español profesional entre los años 1951 y 1959, durante los que consiguió 9 victorias.
Era un corredor que logró la mayoría de sus victorias en pruebas de un día de carácter regional. Es de destacar su dedicación al ciclocrós, en el que logró un tercer puesto en el Campeonato de España de ciclocrós de 1952. 

## Palmarés
| 1951 - Pasajes 1952 - Billabona - Bergara - Alsasua - Campeonato de Navarra - 3.º en el Campeonato de España de Ciclocrós | 1954 - Rentería - Zumárraga - G. P. Ayuntamiento de Bilbao 1955 - Hernani |

## Equipos
- Independiente (1951-1954)
- C. D. Añorga (1955)
- Independiente (1956-1957)
- Caobania-Beasáin (1958)
- Beasáin (1959)